# Церковь Святого Бенедикта (Краков)
Церковь святого Бенедикта (пол. Kościół św. Benedykta) —  католическая церковь, находящаяся в Кракове, Польша. Располагается на холме Лясоты на высоте 235 метров над уровнем моря.  Церковь внесена в список реестра охраняемых памятников Малопольского воеводства.   

## История
Церковь святого Бенедикта была построена на фундаменте более раннего храма, построенного около 1000 года в форме ротонды. Впервые о церкви святого Бенедикта упоминается в историческом документе « Kodeks Dyplomatyczny Katedry Wawelskiej», который датируется 1254 годом. Основание церкви приписывается бенедиктинцам из Тынецкого аббатства, которые обслуживали в XII и XIII веках Церковь святого архангела Михаила и епископа Станислава и базилику на Вавеле. В это же время бенедиктинское аббатство владело обширными землями в окрестностях Кракова и земельный участок, где сегодня находится церковь святого Бенедикта также был собственностью аббатства. Польский хронист Ян Длугош в своём сочинении «Liber beneficiorum» также упоминает некую каменную церковь святого Бенедикта в Кракове. 
В 1589 году храм был восстановлен священником Николаем Дроздовским. Церковь находилась с этого времени под покровительством Кшиштофа из Коморова и Збигнева из Бреста-Ланцкоронского , которые в 1589 году передали её монахам монвастыря Святого Духа.  В 1605 году краковский епископ кардинал Бернард Мациевский разрешил служить мессу в храме в каждую пятницу. После того, как в 1772 году Подгуже оказалось за границами Вольного города Кракова, монахи из монастыря Святого Духа прекратили обслуживать церковь святого Бенедикта. В продолжение последующих 15 лет храм содержал торговец Енжей Халлер, который оплачивал приезд священника из Кракова. После смерти Енджея Халлера в 1787 году состояние храма стало постепенно ухудшаться. В семидесятых годах  XIX века австрийские власти планировали разрушить пришедший в плохое состояние храм, потому что возле церкви строилось одной из важнейших фортификационных сооружений Краковской крепости под названием «Форт 31 Бенедикт». Настоятелю церкви священнику Комперде удалось добиться от центральных австрийских властей в Вене разрешение на сохранение церкви, что позволило ему заняться её восстановлением. 
8 мая 1975 года церковь святого Бенедикта была внесена в реестр охраняемых памятников Малопольского воеводства (№ А-72). 
В настоящее время церковь святого Бенедикта принадлежит подгурскому приходу и открывается только дважды в год на день святого Бенедикта 21 марта и в первый вторник после Пасхи во время празднования краковского народного праздника Ренкавка.

## Описание
Церковь построена в восточном направлении с единственным входом со стороны юга. В XV и XVI веках к верхней части храма были добавлены готические своды, а оригинальные каменные стены были укреплены кирпичом. Интерьер храма состоит из одного небольшого квадратного нефа и небольшой алтарной части, которая возвышена над горизонтальном планом, что является элементом, характерным для романского стиля. Интерьер закрывает готический свод, замыкающийся каменными рёбрами. 